# Ђурђевача
Ђурђевача или Ђурђевка, Прусница, Ранка, Јурјевка (Calocybe gambosa) је једна од најукуснијих гљива уопште. Јавља се и на Јадрану, од Истре до Црне Горе. Врло честа у Хрватском загорју и Пригорју, у Горском котару и Босни, најчешћа у Панонској низији.

## Клобук
Клобук је полулоптаст, јастучаст, никад удубљен, старији и валовит и неправилно искривљен, крај подврнут, величине до 4–15 cm. Кожица танка и при гуљењу пуца. сува и није глатка, њежно мека на додир. Тјеме понекад потковичасто утиснуто. Бјеличаст, сивкаст, сивоокер, најчешће крем или као врло свијетла бијела кава; понекад с розе дијеловима-у свим нијансама толико свијетао да дјелује као бијел. Често капљасте површине. Често наиђемо на два(па и више) срасла клобука, јер гљиве расту збијено.

## Листићи
Листићи су прирасли са јарком или зупцем, карактеристично уски, само неколико милиметара широки, густи, са цијелом оштрицом, истобојни с клобуком, но још свјетлији од њега.

## Отрусина
Отрусина је бијеле боје.

## Стручак
Стручак је од 4-8/1–3 cm, ваљкаст или у доњој половини задебљан, го, понекад влакнасто изкрзан и уздужно избраздан. Готово бијел, тврд и пун.

## Месо
Месо је дебело, компактно, бијело, немраморирано. Укус и мирис су интензивни, продорни на брашно или тијесто. Тај мирис се осјети понекад и од мицелија, кад гљиве још нису избиле на површину.

## Микроскопија
Споре hyaline, neamyloidne гранулиране ситније 4,5-6,5/3-4 mi.  тј. са зрнцима која потамне у додиру с металима( реакција на карминоцтену киселину). Химениј без cystida.

## Станиште и распрострањеност
По пољима с дубоком травом, радо у воћњацима, по пропланцима, на рубовима шума и под грмљем, у парковима; расте у врзиним колима или полукруговима, истодобно и у збијеним грмовима. Около врзиних кола расте бујнија и зеленија трава, те је њихова станишта лако открити и кад гљиве још нису промолиле своје главе. Широм наше земље, и у равницама( чак и мочварним) и на планинским ливадама. Јавља се и на Јадрану, од Истре до Црне Горе. Врло честа у Хрватском Загорју и Пригорју, у Горском котару и Босни, најчешћа у Панонској низији.

## Доба
III-VI, према топлоти и надморској висини станишта.

## Јестивост
Једна од најукуснијих гљива уопште. Најбоља на жару, затим пржена у маслацу, пирјана( мало тврђа, но и тако врло укусна).

## Сличне врсте
По стасу и бојама клобука најсличнија јој је отровна оловаста рудолиска, Entoloma lividum, но ова има у почетку жуте, затим убрзо розе листиће и отисак спора. Веома отровна црвенкаста цјепача, Inocybe patouillardi Брес разликује се у првом реду по тањем месу, које поцрвени, те по смеђем отиску спора. 
Ниједна од ових гљива не расте у круговима, а ријетко када се јављају у години као ђурђевача. У трави и у круговима расту ливадне бјелице и још неке друге бијеле жестоко отровне гљиве. Оне имају битно тање месо и виткији стручак.